# Delta del Reno, della Mosa e della Schelda

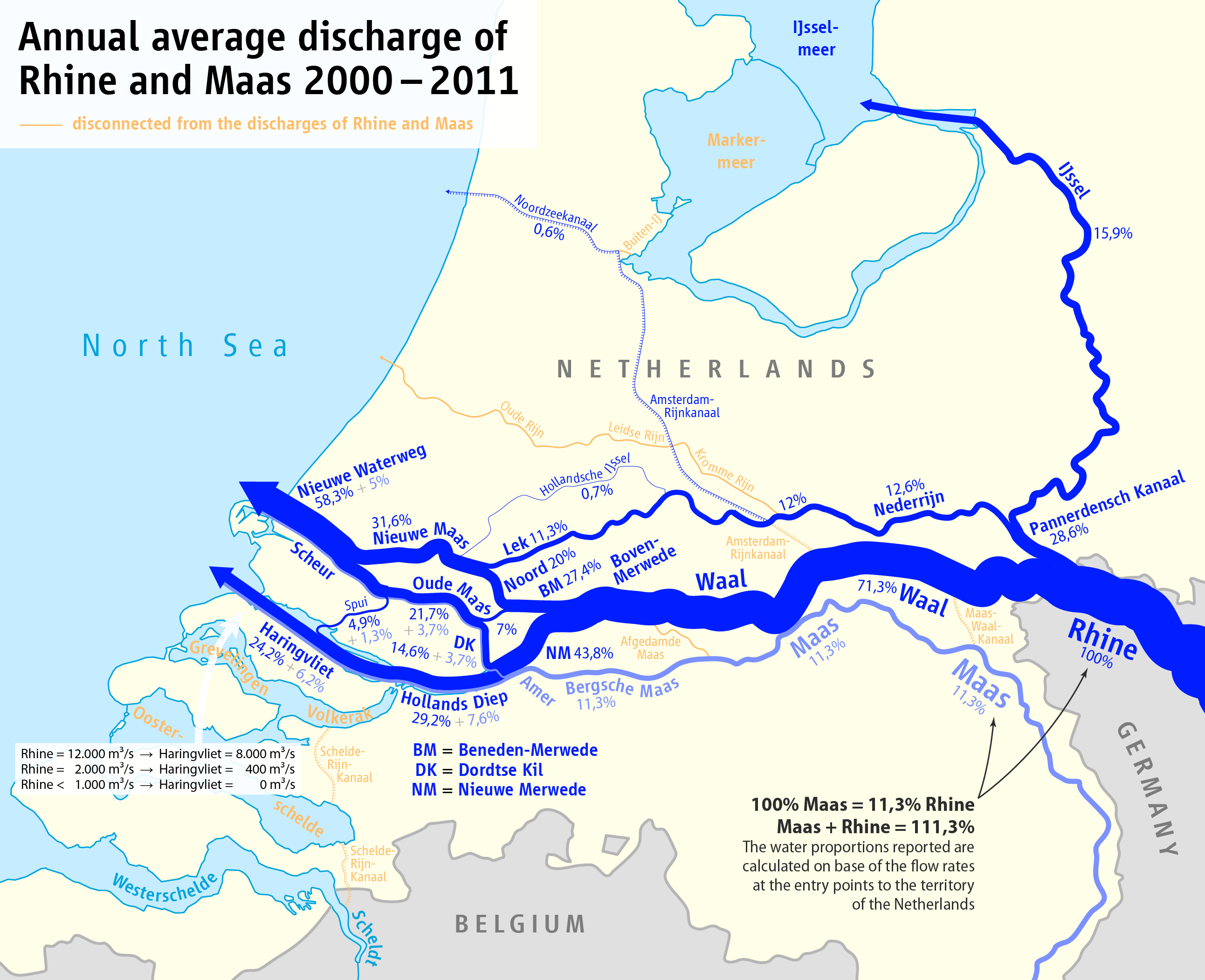
Partizione delle acque del Reno e della Mosa attraverso i vari rami del loro delta

Per delta del Reno, della Mosa e della Schelda si intende il sistema idraulico di diramazioni fluviali, situato principalmente nei Paesi Bassi, con alcune diramazioni in Belgio, attraverso cui i fiumi Reno, Mosa e Schelda sfociano nel Mare del Nord.
A causa dei cambiamenti naturali ma, soprattutto, degli interventi dell'uomo, oggi la Schelda sfocia in un estuario connesso col resto del delta attraverso canali artificiali. Perciò, anche se la Schelda fa parte del bacino geografico del delta, a causa di tutte queste modifiche intervenute nel corso del tempo, in alcuni contesti non è considerata parte del delta stesso tanto che talvolta lo si definisce come delta del Reno e della Mosa.
Dato che il Reno è il principale contributore talvolta il delta viene indicato più semplicemente come delta del Reno. Questa dizione sarebbe comunque da evitare in quanto il Reno stesso forma un altro delta quale immissario del lago di Costanza.
Il risultato è una moltitudine di isole, separate da un intricato reticolo di canali. Anche i nomi assunti dalle stesse vie d'acqua sono talvolta un'ulteriore complicazione; infatti il corso principale del Reno, prima di immettersi nel Mare del Nord, dall'ingresso nel delta cambia nome ben sei volte (canale Bijlandsch; Canale di Pannerden; Nederrijn; Lek; Nieuwe Maas; Scheur; Nieuwe Waterweg), mantenendo il nome Reno (Rijn) solo per corsi d'acqua secondari.
L'importanza economica del delta del Reno, della Mosa e dello Schelda è estremamente rilevante dato che i tre fiumi sono vie d'acqua navigabili. Il delta è la connessione tra il mare del Nord con numerose vie d'acqua di Francia, Belgio, Paesi Bassi, Germania e Svizzera. I principali porti del delta sono Rotterdam e Flessinga nei Paesi Bassi e Anversa in Belgio. I porti olandese di Amsterdam e belga di Gand sono collegati direttamente al delta rispettivamente attraverso il canale Amsterdam-Reno ed il canale Gand-Terneuzen.

## Geografia
La forma del delta è definita da due biforcazioni: la prima, presso Millingen aan de Rijn, dove il Reno si divide in Waal e Nederrijn, e la seconda presso Arnhem, dove l'IJssel defluisce dal Nederrijn. Ciò crea tre percorsi principali, due dei quali cambiano nome molte volte prima di immettersi nel Mare del Nord. Il ramo più grande e meridionale comincia come Waal e continua come Boven Merwede (Alta Merwede), Beneden Merwede (Bassa Merwede), Noord (Nord), Nieuwe Maas (Nuova Mosa), Scheur (Strappo) e Nieuwe Waterweg (Nuova Via d'Acqua). Il ramo centrale comincia come Nederrijn, per poi cambiare in Lek, per poi riunirsi Noord, formando insieme il Nieuwe Maas. Il ramo settentrionale mantiene invece il nome IJssel fino a che sfocia nell'IJsselmeer. Altri tre rami significativi si distaccano da quelli principali: la Nieuwe Merwede (Nuova Merwede), che nasce nel punto in cui il Boven Merwede diventa Beneden Merwede; l'Oude Maas (Vecchia Mosa), che nasce nel punto in cui il Benede Merwede diventa Noord; il Dordtsche Kil, che nasce dall'Oude Maas.

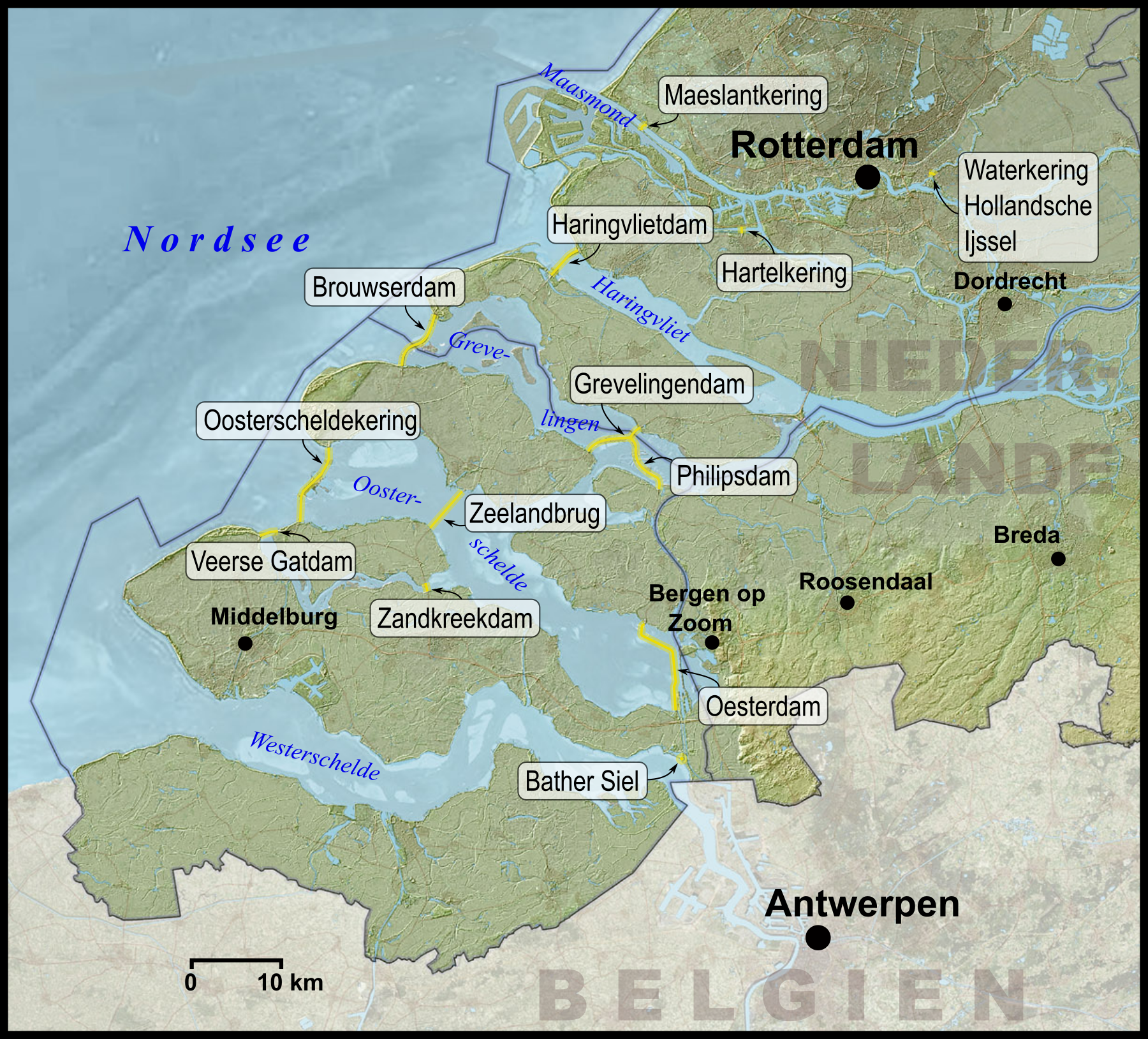
Le principali opere del Piano Delta

I territori del delta sono protetti dalle inondazioni dalle infrastrutture del Piano Delta che, dalla sua costruzione, ne ha profondamente modificato la morfologia. In seguito ai lavori, iniziati nel 1958 e terminati nel 1997, le ex isole di Walcheren, Noord-Beveland e Zuid-Beveland, sono diventate una penisola che, insieme alla Schelda Orientale, separano la foce della Schelda dal resto del delta.
Zuid-Beveland era separata dalla terraferma attraverso un canale che metteva in comunicazione tra la Schelda Occidentale con la Schelda Orientale. Questo, col tempo, si è gradualmente colmato, collegando di fatto, verso la fine del XVII secolo, l'isola alla terraferma. Il collegamento fu consolidato nel 1867 col completamento della Kreekrakdam.

Il cambio del corso della Mosa avvenuto nel 1904: in celeste il vecchio corso, in blu il corso odierno

Prima dell'inondazione di Santa Elisabetta del 1421 la Mosa si trovava a sud dell'odierna linea costituita dalla Merwede e dall'Oude Maas fino al Mare del Nord, formando, insieme al Waal e al Lek un arcipelago di isole e isolotti. Questo sistema di numerose baie, rami di fiumi, isole e continui cambi di linea di costa differiva profondamente dall'attuale orografia.  Dal 1421 al 1904, la Mosa e il Waal furono uniti a monte di Gorinchem per formare la Merwede. Per ragioni legate alla protezione del territorio dalle inondazioni, la Mosa era separata dal Waal attraverso una chiusa e deviata in un nuovo corso chiamato Bergsche Maas, poi Amer per poi sfociare nell'antica baia di Hollandsch Diep.
La parte nord-orientale del delta, nei pressi di Hoek van Holland, è ancora chiamata Maasmond (in italiano bocche della Mosa), a dispetto del fatto che oggi è attraversata dalle sole acque del Reno.
L'idrografia dell'attuale delta è caratterizzato dai bracci principali del delta, da bracci disconnessi quali, ad esempio, l'Hollandse IJssel, il Linge e il Vecht e piccoli fiumi e torrenti. Diversi fiumi sono stati chiusi attraverso dighe e, oggi, sono utilizzati come canali di drenaggio per i numerosi polder. La costruzione delle opere del Piano Delta ha radicalmente cambiato l'aspetto del delta. Attualmente le acque del Reno si gettano a mare in quattro diversi punti: l'Haringvliet, il Nieuwe Waterweg, il Canale del Mare del Nord e l'IJsselmeer.
Il delta del Reno, della Mosa e della Schelda è un delta modellato non solo dalla sedimentazione del materiale trasportato dai fiumi ma anche dalle maree. Prima della costruzione delle opere del Piano Delta, l'influenza delle maree era avvertita fino a Nimega e, ancora oggi, nonostante le opere questo fenomeno si presenta ancora nell'entroterra. Ad esempio, l'effetto delle maree è particolarmente evidente sul Waal, tra Brakel e Zaltbommel.

## Fiumi, emissari e canali del delta

### Bacino del Reno
Emissari
Waal
Nederrijn
IJssel
Lek
Merwede
Boven Merwede
Nieuwe Merwede
Beneden Merwede
Oude Maas
Dordtsche Kil
Noord
Nieuwe Maas
Scheur
Nieuwe Waterweg
Hollandsch Diep
Ex-emissari
Kromme Rijn
Leidse Rijn
Oude Rijn
Hollandse IJssel
Vecht
Brielse Maas
Spui
Volkerak
Uscite a mare
Haringvliet
Nieuwe Waterweg
Canale del Mare del Nord
IJsselmeer
Ex-uscite a mare
Krammer
Grevelingen
Keeten-Mastgat
Schelda Orientale
Canali associati
Canale Bijlandsch
Canale di Pannerden
Canale Amsterdam-Reno
Vaartse Rijn
Nieuwe Merwede
Nieuwe Waterweg
Canale Schelda-Reno
Canale Mosa-Waal
Canale del Mare del Nord

### Bacino della Mosa
Emissari
Bergsche Maas
Amer
Hollandsch Diep
Ex-emissari
Oude Maasje
Afgedamde Maas
Merwede
Boven Merwede
Beneden Merwede
Oude Maas
Dordtsche Kil
Noord
Nieuwe Maas
Scheur
Uscite a mare
Haringvliet
Nieuwe Waterweg
Ex-uscite a mare
Volkerak
Krammer
Grevelingen
Keeten-Mastgat
Schelda Orientale
Canali associati
Canale di Heusden
Bergsche Maas
Canale Mosa-Waal

### Bacino dello Schelda
Emissari
Schelda Occidentale
Ex-emissari
Schelda Orientale
Eendracht
Uscite a mare
Schelda Occidentale
Ex-uscite a mare
Schelda Orientale
Veerse Meer
Krammer
Grevelingen
Canali associati
Canale Schelda-Reno
Canale di Walcheren

### Altri fiumi direttamente affluenti del delta
Linge
Mark
Donge
Rotte
Oude IJssel

## Isole del delta

### Provincia dell'Olanda Meridionale
Abitate
Dordrecht
Goeree-Overflakkee
Hoeksche Waard
IJsselmonde
Rozenburg
Tiengemeten
Voorne
Putten
Disabitate
Hellegatsplein
Hompelvoet
Veermansplaat

### Provincia della Zelanda
Abitate
Schouwen-Duiveland
Disabitate
Neeltje Jans
Krammer
Oranjeplaat
Shutteplaat
Mosselplaat
Haringvreter
Soelekerkplaat
Aardbeieneiland
Arneplaat
Bastian de Langeplaat
Spieringplaat
Zandkreekplaat
Middelplaten (3 isole)
Schelphoekplaat
Sabbingeplaat
Ex isole collegate alla terraferma
Walcheren
Noord-Beveland
Zuid-Beveland
Tholen
Sint-Philipsland
Ex isole scomparse
Wulpen
Koezand
Waterdunen
Stuivezand
Schoneveld
Orisant